# Holobomolochus centropristis
Holobomolochus centropristis är en kräftdjursart som beskrevs av R. Cressey 1981. Holobomolochus centropristis ingår i släktet Holobomolochus och familjen Bomolochidae. Inga underarter finns listade i Catalogue of Life.